# Мамедов, Аллахверди Кулу оглы
Аллахверди Кулу оглы Мамедов (азерб. Allahverdi Qulu oğlu Məmmədov; 1898, Елизаветпольский уезд — 21 августа 1974, Шамхорский район) — советский азербайджанский виноградарь, Герой Социалистического Труда (1950).

## Биография
Родился в 1898 году в селе Шамхор Елизаветпольского уезда Елизаветпольской губернии (ныне город Шамкир Шамкирского района Азербайджана).
Трудился рабочим, позже звеньевым в колхозе имени Клары Цеткин Шамхорского района. В 1949 году получил урожай винограда 223,2 центнеров с гектара на площади 4,3 гектаров.
Указом Президиума Верховного Совета СССР от 8 августа 1950 года за получение высоких урожаев винограда в 1949 году Мамедову Аллахверди Кулу оглы присвоено звание Героя Социалистического Труда с вручением ордена Ленина и золотой медали «Серп и Молот».
С 1968 года пенсионер союзного значения.
Активно участвовал в общественной жизни Азербайджана. Член КПСС с 1926 года.
Скончался 21 августа 1974 года в городе Шамхор.